# لوك نيفيل
لوك نيفيل (بالإنجليزية: Luke Nevill)‏ مواليد 19 فبراير 1986، هو لاعب كرة سلة أسترالي بدأ مسيرته الاحترافية في سنة 2009 يلعب في الدوري الأسترالي لكرة السلة ويحمل الرقم 50. يبلغ طوله 7 قدم 2 بوصة (2.2 م).

## روابط خارجية
- لوك نيفيل على موقع الاتحاد الدولي لكرة السلة (الإنجليزية)
- لوك نيفيل على موقع دوري السوبر التايواني لكرة السلة (الصينية)
- لوك نيفيل على موقع كرة السلة الأوروبية.كوم (الإنجليزية)
- لوك نيفيل على موقع كلية كرة السلة في سبورتس رفرنس.كوم (الإنجليزية)
- لوك نيفيل على موقع ريلجم (الإنجليزية)
- لوك نيفيل على موقع بروبوليرز (الإنجليزية)
- لوك نيفيل على موقع سبورتس رفرنس (الإنجليزية)
- لوك نيفيل على موقع سبورتس رفرنس (الإنجليزية)